# ريتشارد درو
ريتشارد درو (بالإنجليزية: Richard Drew)‏ هو مصور وصحفي أمريكي، ولد في 6 ديسمبر 1946.